# Lujza Blaha
Dans le nom hongrois Blaha Lujza, le nom de famille précède le prénom, mais cet article utilise l’ordre habituel en français Lujza Blaha, où le prénom précède le nom.
Pour les articles homonymes, voir Blaha.
Lujza Blaha, née Lujza Reindl le 8 septembre 1850 à Rimaszombat (Royaume de Hongrie) et morte le 18 janvier 1926 à Budapest, est une actrice et chanteuse hongroise associée au népszínmű (la musique folk hongroise). Elle est surnommée « Le rossignol de la nation ».

## Biographie
Née dans une famille d'acteurs itinérants, ses parents arrivent de Losonc quelques semaines avant sa naissance. Blaha monte sur scène pour la première fois à l'âge de cinq ans et obtient son premier rôle important à 14 ans en 1864 Elle commence sa carrière de chanteuse professionnelle seulement en 1871 au Théâtre national à Budapest. 
Elle obtient de nombreux rôles principaux dans des pièces d'auteurs hongrois ainsi que dans Madame Sans-Gêne de Victorien Sardou monté en 1894 à Budapest. Son dernier rôle est dans une version musicale de la pièce Nagymama de Csiky Gergely en 1908.
En 1883, elle est invitée au Theater an der Wien où elle demande officiellement à l’Empereur François-Joseph Ier de gracier les treize hussards hongrois servant en Galicie et condamnés à mort.
Elle meurt le 18 janvier 1926 et est enterrée au Cimetière national de Fiumei út. Près de deux cents personnes assistent à son enterrement.

## Vie privée
Lujza Blaha épouse János Blaha, compositeur âge de 37 ans alors qu'elle en a seulement 16. Elle ne parle pas allemand et lui ne parle pas hongrois.

## Hommages
- Une place à Budapest, créée lors de la destruction du vieux théâtre de Pest[6].
- Un buste en bronze d'elle est visible près de l'Église Saint-Jean-Baptiste de Rimavská Sobota[2].
- Le groupe de pop-rock hongrois Blahalouisiana lui rend hommage, ainsi qu'à la place éponyme de Budapest, dans son nom et le titre de son premier album.